# Demänovská Dolina
Demänovská Dolina és un poble i municipi d'Eslovàquia que es troba a la regió de Žilina, al centre-nord del país.

## Història
La primera menció escrita de la vila es remunta al 1964.

## Demografia
| Godina             | 1994 | 2004   | 2014    | 2024    |
| ------------------ | ---- | ------ | ------- | ------- |
| Nombre de persones | 191  | 203    | 292     | 369     |
| Diferència         |      | +6,28% | +43,84% | +26,36% |

| Godina             | 2023 | 2024   |
| ------------------ | ---- | ------ |
| Nombre de persones | 361  | 369    |
| Diferència         |      | +2,21% |